# Черри, Джонатан
Джонатан Черри (англ. Jonathan Cherry; род. 3 декабря 1978) — канадский актёр.

## Биография
Джонатан Черри в городе Монреаль, Канада и вырос в Торонто. Обучался актёрскому мастерству на драматических курсах в Средней Школе Торнли (англ. Thornlea Secondary School), а также в школе кино в Ванкувере.

## Карьера
В 2003 Джонатан исполнил главную роль в фильме немецкого режиссёра Уве Болла «Дом мёртвых», неудачной экранизации одноимённой игры. В том же году Черри сыграл комичную роль наркомана Рори Питерса в фильме Дэвида Р. Эллиса «Пункт назначения 2». Режиссёр отметил, что актёру «точно удалось уловить суть персонажа, особенно его чувство юмора и уязвимость». Актёрская игра Черри была хорошо оценена кинокритиком Робертом Колером из журнала Variety.
В 2005 году Черри проходил кастинг на роль Дина Винчестера в телесериале «Сверхъестественное», однако продюсеры выбрали Дженсена Эклза.
За роль в драматическом телефильме «Marker» был номинирован на премию «Лео».
Сыграл вратаря хоккейной команды Марко Белчера в фильме «Вышибала» (2011), позже он повторил эту роль в сиквеле — «Вышибала: Эпический замес» (2017).
В 2014 году Черри играл одну из центральных ролей в комедийном фильме ужасов Лоуэлла Дина «Волк-полицейский», где его персонажем был владелец оружейного магазина и конспиролог Вилли Джонатан также снялся в продолжении под названием «Ещё один волк-полицейский»..
В 2017 Джонатан Черри снимался в телесериале «Сверхъестественное» в эпизоде «Тумстоун». Он сыграл реально существовавшего адвоката и ганфайтера Дикого Запада Дэйва Мазера.

## Фильмография
| Год  | Название на русском                 | Название на английском      | Роль                  | Примечания            |
| ---- | ----------------------------------- | --------------------------- | --------------------- | --------------------- |
| 2001 | И пока отец не разлучит нас         | Till Dad Do Us Part         | Деннис Куолинтип      | ТВ-фильм              |
| 2002 | Они                                 | They                        | Даррен                | Второстепенная роль   |
| 2003 | Пункт назначения 2                  | Final Destination 2         | Рори Питерс           | Одна из главных ролей |
| 2003 | Дом мёртвых                         | House Of The Dead           | Рудольф "Руди" Куриен | Главная роль          |
| 2004 | Любовь на стороне                   | Love on the Side            | Чак Стакли            | Одна из главных ролей |
| 2006 | C.S.I.: Место преступления Нью-Йорк | CSI: NY                     | Джеймс Голден         | 2 сезон, 14 серия     |
| 2006 | C.S.I.: Место преступления Майами   | CSI: Miami                  | Гэвин ЛаПорт          | 5 сезон, 8 серия      |
| 2008 | Авторитет                           | Animal 2                    | парамедик             | Второстепенная роль   |
| 2011 | Вышибала                            | Goon                        | Марко Белчер          | Второстепенная роль   |
| 2013 | Дружба и никакого секса?            | The F Word                  | Джош                  | Второстепенная роль   |
| 2014 | Копы-новобранцы                     | Rookie Blue                 | Ли Бейкер             | 5 сезон, 3 серия      |
| 2014 | Волк-полицейский                    | WolfCop                     | Вилли Хиггинс         | Одна из главных ролей |
| 2017 | Ещё один волк-полицейский           | Another WolfCop             | Вилли Хиггинс         | Одна из главных ролей |
| 2017 | Вышибала: Эпический замес           | Goon: Last of the Enforcers | Марко Белчер          | Второстепенная роль   |
| 2017 | Сверхъестественное                  | Supernatural                | Дэйв Мазер            | 13 сезон, 6 серия     |
| 2018 | Кин                                 | Kin                         | полицейский           | Второстепенная роль   |
| 2018 | СуперСеть                           | SuperGrid                   | Лазло                 | Второстепенная роль   |

## Награды и номинации
| Год  | Награда    | Категория                                          | Фильм  | Результат |
| ---- | ---------- | -------------------------------------------------- | ------ | --------- |
| 2005 | Leo Awards | Лучшая мужская главная роль в драматическом фильме | Marker | Номинация |